# Paciorkowiec kałowy
Paciorkowiec kałowy (łac. Enterococcus faecalis) – bakteria Gram-dodatnia należąca do enterokoków, dawniej klasyfikowana do paciorkowców grupy D (Streptococcus faecalis, według serotypowania Lancefield), występuje w przewodzie pokarmowym człowieka i innych ssaków. 
E. faecalis może powodować zagrażające życiu zakażenia u ludzi, zwłaszcza w środowiskach szpitalnych, w których występuje naturalnie wysoki poziom oporności na antybiotyki. Bakteria ta często występuje w zębach leczonych kanałowo i to miejsce może być pierwotnym źródłem zakażenia.

## Fizjologia
E. faecalis może przeprowadzać hemolizę każdego typu (α, β i γ). Podobnie jak inne enterokoki, jest fakultatywnym beztlenowcem, zdolnym do fermentowania glukozy, fruktozy, laktozy i innych cukrów. W trakcie tego procesu wytwarzane są jony ponadtlenkowe, O−
2 (oraz inne reaktywne formy tlenu), które w umiarkowanie kwasowym środowisku panującym w jelicie grubym przekształcają się w tlen i nadtlenek wodoru:
2O−
2 + 2H+
  →  2O
2 + H
2O
2
Nadtlenek wodoru powstały w pobliżu ściany jelita może dyfundować do kolonocytów, powodując uszkodzenia DNA, mogące prowadzić do rozwoju raka jelita grubego.

## Patogeneza
E. faecalis może powodować zapalenie wsierdzia, zakażenia układu moczowego, prostaty i najądrzy. Również zakażenia układu nerwowego, ale te są mniej rozpowszechnione.

## Leczenie
Lekiem z wyboru w zakażeniach miejscowych jest ampicylina, dla szczepów β-laktamazo(+) (takie w Polsce praktycznie nie występują) możemy zastosować penicylinę z inhibitorem.
W zakażeniach układu moczowego skuteczna jest nitrofurantoina.
W zakażeniach uogólnionych ampicylinę powinno kojarzyć się z aminoglikozydami. Coraz częściej pojawiają się szczepy HLAR, które są oporne na wysokie stężenia aminoglikozydów, wtedy można podać wankomycynę, jednak coraz częściej pojawia się oporność wśród tych bakterii również i na ten antybiotyk (szczepy VRE). Na enterokoki oporne na wankomycynę stosuje się linezolid.
E. faecalis posiada naturalną oporność na cefalosporyny, klindamycynę, kotrimoksazol, oraz streptograminy.